# Бравона
Бравона (фр. Bravona корс. Bravone) — річка Корсики (Франція). Довжина 37,1 км, витік знаходиться на висоті 1 220 метрів над рівнем моря на схилах гори Пунта ді Калдане (Punta di Caldane ) (1724 м). Впадає в Тірренське море.
Протікає через комуни: Бустаніко, Альці, Маццола, П'янелло, Матра, Цалана, Мота, Кампі, Токс, Таллоне, Лінгуїццетта і тече територією департаменту Верхня Корсика та кантонами: Бустаніко (Bustanico), Мота-Верде (Moïta-Verde).